# La Cumbre Yerba Santa
La Cumbre Yerba Santa är en ort i Mexiko.   Den ligger i kommunen Santiago Juxtlahuaca och delstaten Oaxaca, i den sydöstra delen av landet, 280 km söder om huvudstaden Mexico City. La Cumbre Yerba Santa ligger 1 881 meter över havet och antalet invånare är 141.
Terrängen runt La Cumbre Yerba Santa är kuperad söderut, men norrut är den bergig. Runt La Cumbre Yerba Santa är det ganska glesbefolkat, med 32 invånare per kvadratkilometer. Närmaste större samhälle är Santiago Juxtlahuaca, 15,4 km norr om La Cumbre Yerba Santa. I omgivningarna runt La Cumbre Yerba Santa växer i huvudsak städsegrön lövskog.